# ポンポン・パンヤーミット
ポンポン・パンヤーミット（タイ語: ปองพล ปัญญามิตร、英語: Pongpol Panyamit、2003年3月17日 - ）は、クンポン（タイ語: ขุนพล、英語: Khunpol）という愛称で知られるタイの俳優、アイドル。

## 人物
2020年放送のテレビドラマ『I Told Sunset About You 〜僕の愛を君の心で訳して〜』にて俳優としてデビューする。
2022年、所属事務所であるナダオ・バンコクの解散に伴いフリーとして活動を始める。同年、オーディション番組「789SURVIVAL」への参加が発表された。
2023年12月、12組ボーイズグループ『BUS』のメンバーとしてアーティストデビューを果たす。
バンコクにある中高一貫校の男子校、スアンクラーブ・ウィッタヤライ校で中等教育を修了後、チュラーロンコーン大学コミュニケーションアーツ学部へ進学した。

## フィルモグラフィー

### テレビドラマ
| 年   | 作品名                                             | 役名 | 役どころ   |
| ---- | -------------------------------------------------- | ---- | ---------- |
| 2020 | I Told Sunset About You 〜僕の愛を君の心で訳して〜 | バス | 助演       |
| 2021 | I Promised You the Moon 〜僕の愛を君の心で訳して〜 | バス | ゲスト出演 |

### その他の番組
| 年   | 作品名       | 備考           |
| ---- | ------------ | -------------- |
| 2023 | 789 Survival | レギュラー出演 |

### ミュージックビデオ
| 年   | 曲名                         | アーティスト | Ref.  |
| ---- | ---------------------------- | ------------ | ----- |
| 2020 | โคตรพิเศษ                     | Billkin      | [ 6 ] |
| 2024 | ขอโทษละกัน (friend to friend) | PP Krit      | [ 7 ] |